# アイドルのあかほん
『アイドルのあかほん』は、氏家ト全による日本の少年漫画。『週刊少年マガジン』（講談社）において、2006年28号から48号まで連載された。全20話。

## あらすじ
芸能事務所「レイ・プリンセス」はアイドルとして売り出す新人を1人探していたが、スタッフの手違いで、新人が3人集まる結果となった。そのため、3人はアイドルユニット「トリプルブッキング」としてデビューすることになる。

## 登場人物

### トリプルブッキング
※声優はアニメ『生徒会役員共』シリーズに登場した際の人物。生徒会役員共のWebラジオで紹介されている。
飯田シホ（いいだ シホ）
声 - 日笠陽子
主人公。オーディションに合格してレイ・プリンセスに入所した中学生。13歳。誕生日は10月18日。話しているときに言葉をよく噛む。
有銘ユーリ（ありな ユーリ）
声 - 矢作紗友里
栄光プロの社長の紹介でレイ・プリンセスに移籍してきた子供タレントの小学生。年齢は10歳だが、芸歴は9年。
如月カルナ（きさらぎ カルナ）
声 - 佐藤聡美
小田のスカウトでレイ・プリンセス入りした、聖光女学院に通う女子高校生。16歳。誕生日は8月20日。
いつもしかめっ面をしているが、作り笑顔は得意。メガネっ子だが、仕事の時はメガネを外している。

### その他
井戸田ヒロキ（いとだ ヒロキ）
トリプルブッキングのマネージャー。23歳。巨乳のお姉さんが好き。「生徒会役員共」ではシノをスカウトしていた。
小池マイ（こいけ マイ）
レイ・プリンセスに在籍している売れっ子アイドル。20歳。トリプルブッキングに対して高圧的な態度を取る。
柏木レイコ（かしわぎ レイコ）
レイ・プリンセスの社長。営業の際に怪しげな交渉術を使うことがある。
三瀬エリコ（みせ エリコ）
レイ・プリンセスの企画経理事務担当。ネット上では「KORIE」を名乗り、ネットアイドルとして活動している。
小田（おだ）
レイ・プリンセスの社員。スキンヘッドで大柄な男性。親切な性格で、厳つい容姿のために営業の成績は優秀。シホの日記の記述から、自家用車はマツダの車のようである。

## 書籍情報
- 氏家ト全『アイドルのあかほん』 講談社〈講談社コミックス〉、全1巻
  1. 2007年1月17日第1刷発行（2007年1月17日発売[3]）、ISBN 978-4-06-363785-4